# Academia de Estudos Coreanos
A Academia de Estudos Coreanos (hangul: 한국학중앙연구원; hanja: 韓國學中央硏究院, AKS) é um instituto de investigação educacional sul-coreano, dedicado aos estudos da cultura coreana. Foi fundado a 30 de junho de 1978 pelo Ministério da Educação, Ciência e Tecnologia (hangul: 교육과학기술부), e desde então dedica-se à interpretação e análise da cultura tradicional coreana, definindo a identidade académica dos estudos coreanos e da educação dos académicos.